# Ludwig Penzkofer
Ludwig Penzkofer (* 28. Mai 1909 in Neuhaus am Inn; † 18. März 1999 in Passau) war ein deutscher Priester, Landesdirektor des Deutschen Caritasverbandes und von 1962 bis 1989 Mitglied des Bayerischen Senats.
Penzkofer besuchte die Volksschule in Obernzell und das humanistische Gymnasium in Passau, wo er auch sein Abitur ablegte. Er studierte Theologie an der Philosophisch-Theologischen Hochschule in Passau, an der er eine Zeit lang Vorsitzender der Studentenschaft war. 1933 folgte seine Priesterweihe. Er war als Kooperator in Winhöring und Wegscheid tätig. Beim Diözesancaritasverband Passau war er zunächst Sekretär, dann stellvertretender Leiter und ab 1945 Direktor. 1946 wurde er in das Passauer Domkapitel als Domvikar aufgenommen. Von 1956 an leitete er die Ostkirchliche Hilfe des Deutschen Caritasverbandes, von 1973 bis 1986 die Hauptvertretung München des Deutschen Caritasverbandes. Er war zudem erster Vorsitzender des Landescaritasverbandes Bayern, Mitglied des Landesbeirats des Malteser Hilfsdienstes und des Landesgesundheitsrates, Leiter des Kirchlichen Suchdienstes in der Bundesrepublik Deutschland, beratendes Mitglied der Kommission VI der Deutschen Bischofskonferenz und von 1962 bis 1989 Mitglied des Bayerischen Senats. 1960 wurde er zum Ehrenkonventualkaplan des Souveränen Malteser-Ritterordens ernannt, nachdem er bereits 1952 Bischöflicher Geistlicher Rat wurde. Er war Päpstlicher Ehrenprälat und Päpstlicher Geheimkämmerer.